# مداخله نظامی ژاپن در سیبری
مداخله نظامی ژاپن در سیبری، یک لشکرکشی نظامی بود که توسط ژاپن و متحدانش در سال ۱۹۱۸ پس از انقلاب اکتبر و برای حمایت از ارتش سفید ضد بلشویک در برابر ارتش سرخ بلشویک انجام شد. نیروهای ژاپنی در ولادی‌وستوک، منطقه بایکال و سیبری شرقی مستقر شدند.
اهداف ژاپن از این مداخله شامل حمایت از ارتش سفید، ایجاد یک منطقه حائل در برابر بلشویسم و احتمالاً ایجاد یک کشور مستقل در سیبری بود. با این حال، این مداخله با مخالفت ایالات متحده و دیگر قدرت‌های غربی روبرو شد که نگران گسترش نفوذ ژاپن در منطقه بودند.
در سال ۱۹۲۰، با تضعیف ارتش سفید و افزایش فشار داخلی و بین‌المللی، ژاپن نیروهای خود را از سیبری خارج کرد. این مداخله تأثیرات ماندگاری بر روابط ژاپن با روسیه و دیگر قدرت‌های جهانی داشت و به عنوان یک عامل مهم در شکل‌گیری سیاست خارجی ژاپن در دوره بین دو جنگ جهانی به‌شمار می‌آید.